# IBM Sametime
IBM Sametime (voorheen IBM Lotus Sametime) is een zakelijk chat- en conferentieprogramma. Tot de mogelijkheden behoren webconferenties, samenwerking, telefoniemogelijkheden en integratie.

## Edities
- Sametime Entry - Basisfuncties - Chatten en aanwezigheidsfunctie
- Sametime Standard - Standaardfuncties - locatiegebaseerde aanwezigheidsfunctie, groepschat, VoIP, videochat, chathistorie, tijdsaanduidingen en emoticons
- Sametime Advanced - Geavanceerde functies - standaardfuncties, persistente chatruimten en geografische locatie diensten
- Sametime Unified Telephony
- Sametime Gateway

## Geschiedenis
Sametime is een product van IBM sinds 1998. Het product is ontstaan nadat IBM twee verschillende bedrijven had overgenomen: Databeam en Ubique. Databeam levert de architectuur om de T.120 dataconferenties te hosten (voor internetberichten) en voor de H.323 Multimedia Conferenties. Ubique, een Israëlisch bedrijf, leverde de 'beschikbaarheidsfunctie'. Het detecteert wie er online is om conferenties of berichten mee te sturen.

## Versies
| Uitgave | Datum            |
| ------- | ---------------- |
| 8.0     | 19 november 2007 |
| 8.5     | 22 december 2009 |
| 8.5.1   | 4 augustus 2010  |
| 8.5.2   | 18 mei 2011      |
| 9.0.1   | 3 mei 2016       |